# Loeselia purpusii
Loeselia purpusii är en blågullsväxtart som beskrevs av T. S. Brandegee. Loeselia purpusii ingår i släktet Loeselia och familjen blågullsväxter. Inga underarter finns listade i Catalogue of Life.